# 阿基姆
阿基姆（复数 әкімдер / äkimder），哈萨克斯坦和吉尔吉斯斯坦地方政府长官的头衔，源自阿拉伯语称谓“哈基姆”（阿拉伯语：‎，Hākim），本义为“统治者”或“管理者”。

## 应用
在哈萨克斯坦，“阿基姆”是可以指市、县、州等各级别政府“阿基马特”（akimat）的行政首脑，是共和国总统和政府在地方的代表。中文中一般根据其行政区划基本分别翻译为市长、县长、州长等。哈萨克斯坦全国91%的阿基姆均为间接投票选举产生。
在吉尔吉斯斯坦，“阿基姆”是指州级政府“阿基米阿特”（akimiat）的长官。